# Municipio San Rafael de Carvajal
San Rafael de Carvajal (antigua Estovacuy, "tierra de las cocuizas") es uno de los 20 municipios del Estado Trujillo, Venezuela. Fue fundado el 20 de octubre de 1670 por Baltazar de Carvajal. Antiguamente llamada Sabana Larga por los indígenas que allí habitaban. Su población de acuerdo al censo de 2023 era de 78 462 habitantes.

## Toponimia
Los pueblos suelen derivar sus nombres de alguna cualidad geográfica, de un acontecimiento histórico, del patronímico de su fundador o de algún vocablo indígena que los conquistadores adoptaron con el tiempo.
En el caso de esta población, las dos últimas modalidades podrían explicar su origen toponímico. En sus comienzos, fue conocida como “Estovacuy”, una forma alterada del disílabo Biascuy, proveniente del idioma timoto-cuica, cuyo significado es “abundancia de cocuiza” o “cabuya”. Este nombre refleja la presencia notable de esta planta en la zona y su importancia en la vida cotidiana de los antiguos habitantes.

## Historia
El Municipio fue fundado el 20 de octubre de 1670 por el capitán Baltasar de Carvajal.
Fue elevado a rango de Municipio en el año 1990, y su primer Alcalde fue el hoy fallecido Luís Alfredo Rangel. Su actual Alcalde es el general Wilsson Marín Leal.
Los investigadores de la historia local, regional y venezolana narran hechos, cuentos y leyendas como la del gran “Padre de la Patria”, Simón Bolívar.[cita requerida], quien pernoctó con su ejército libertador en esta maravillosa “Sabana Larga” para preparar y emprender su viaje a la “ciudad portátil” de Trujillo para estampar su firma en la “Proclama de Guerra a Muerte” en el mes de junio de 1813.

## Geografía
El municipio se encuentra ubicado entre las coordenadas 70°39′30″ y 70°48′30″ de longitud oeste, y entre 9°16′ y 9°25′ de latitud norte. Sus límites geográficos están definidos por diversos accidentes naturales y divisiones político-territoriales.
Al norte, limita con el borde del río Jiménez, que marca la frontera con la parroquia Pampanito II del municipio Pampanito, y con el río Motatán, que lo separa de la parroquia y municipio Motatán. Por el sur, colinda con la imponente montaña que alberga el monumento a la Virgen de la Paz, y con la parroquia Chiquinquirá del municipio Trujillo, así como con la población de Santiago, perteneciente al municipio Urdaneta. Estos límites están definidos en parte por el curso del río Jiménez. También limita al sur con las parroquias Juan Ignacio Montilla y La Beatriz del municipio Valera, separadas por el río Motatán.
Hacia el este, el municipio colinda nuevamente con la parroquia Chiquinquirá del municipio Trujillo. Por el oeste, limita con las parroquias Mercedes Díaz y San Luis del municipio Valera, así como con la parroquia Motatán, estando estas zonas cruzadas por las aguas del río Motatán.

### Parroquias

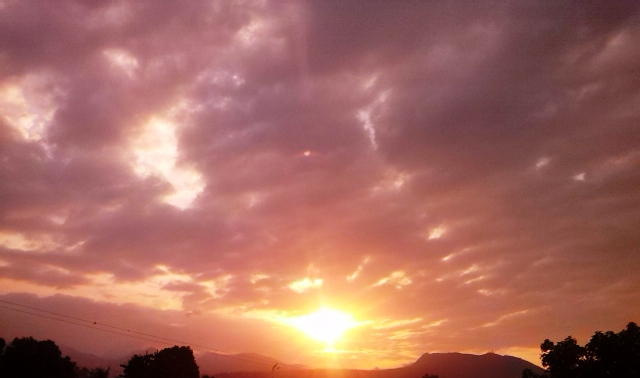
Ocaso en Campo Alegre, EstadoTrujillo, Venezuela.

Administrativamente, el municipio se divide en cuatro parroquias: Carvajal, que es la capital; Campo Alegre; Antonio Nicolás Briceño; y José Leonardo Suárez. Entre sus atractivos naturales destaca “El Alto de la Cruz”, una zona montañosa ideal para caminatas, rodeada de pinos y con vistas panorámicas. Se accede a este paraje a través del sector San Genaro, en El Corozal, perteneciente a la parroquia Carvajal.

## Política y gobierno

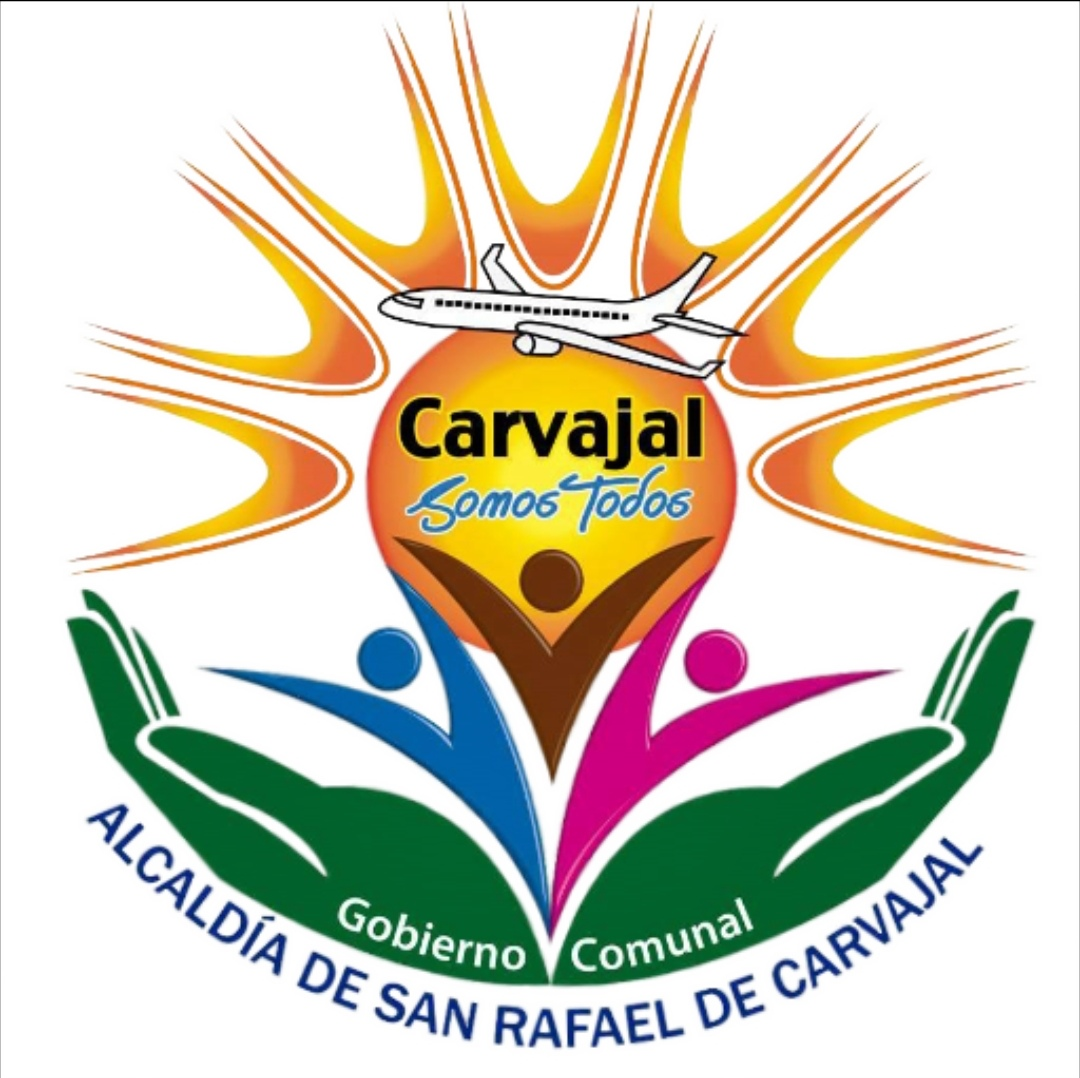
Logo de la Alcaldía (2013-2017).

### Alcaldes
| Período     | Alcalde          | Partido político / Alianza | % de votos | Notas |
| ----------- | ---------------- | -------------------------- | ---------- | --- |
| 1989 - 1992 | Luis Rangel      | AD                         | 47,48      | Primer alcalde bajo elecciones directas                                                                                |
| 1992 - 1995 | Marcos Montilla  | COPEI                      | 52,74      | Segundo alcalde bajo elecciones directas                                                                               |
| 1995 - 2000 | Marcos Montilla  | COPEI                      | -          | Reelecto (se realizaron elecciones generales adelantadas en el 2000 debido a la aprobación de la Constitución de 1999) |
| 2000 - 2004 | Marcos Montilla  | COPEI                      | 47,58      | Reelecto |
| 2004 - 2008 | Richard Cabrices | MVR                        | 68,08      | Tercer alcalde bajo Elecciones directas                                                                                |
| 2008 - 2013 | Marcos Montilla  | MARCOVOY                   | 46,81      | Cuarto alcalde bajo elecciones directas ( Elecciones Municipales pautadas para 2012 y postergadas 1 año )              |
| 2013 - 2017 | Marcos Montilla  | MAS                        | 77,18      | Reelecto (Incorporado después al MPV )                                                                                 |
| 2017 - 2021 | Alfredo Barrios  | PSUV                       | 74,00      | Quinto alcalde bajo elecciones directas                                                                                |
| 2021 - 2025 | Wilsson Marín    | PSUV                       | 42,44      | Sexto alcalde bajo elecciones directas                                                                                 |

### Concejo Municipal
Concejales en ejercicio para el período 2021 - 2025
| Concejales:       | Partido político / Alianza |
| ----------------- | -------------------------- |
| Juan Godoy        | PSUV                       |
| Ana Salas         | PSUV                       |
| Lllibeth Montilla | PSUV                       |
| Pedro Linares     | PSUV                       |
| Safiro Solarte    | MUD                        |
| Esnaldo Salcedo   | MUD                        |
| Jesús Caldera     | MUD                        |